# Сосновоборский сельсовет (Амурская область)
Сосновобо́рский сельсове́т — сельское поселение в Зейском районе Амурской области.
Административный центр — село Сосновый Бор.

## История
Сосновоборский сельский Совет образован в 1942 году.
31 октября 2005 года в соответствии с Законом Амурской области № 73-ОЗ муниципальное образование наделено статусом сельского поселения.
В 2014 году к Сосновоборскому сельсовету был присоединён Золотогорский сельсовет.

## Население
| 2002  | 2010  | 2011  | 2012  | 2013  | 2014  | 2015  | 2016  | 2017  |
| ----- | ----- | ----- | ----- | ----- | ----- | ----- | ----- | ----- |
| 1835  | ↘1682 | ↘1674 | ↗1685 | ↗1769 | ↘1746 | ↗1829 | ↘1826 | ↘1784 |
| 2018  | 2018  | 2021  |       |       |       |       |       |       |
| ↘1773 | →1773 | ↘1468 |       |       |       |       |       |       |

## Состав сельского поселения
| № | Населённый пункт | Тип населённого пункта       | Население |
| - | ---------------- | ---------------------------- | --------- |
| 1 | Гулик            | село                         | ↘297      |
| 2 | Заречная Слобода | село                         | ↘653      |
| 3 | Золотая Гора     | село                         | ↘62       |
| 4 | Сосновый Бор     | село, административный центр | ↗761      |